# 스팀팔로스의 새

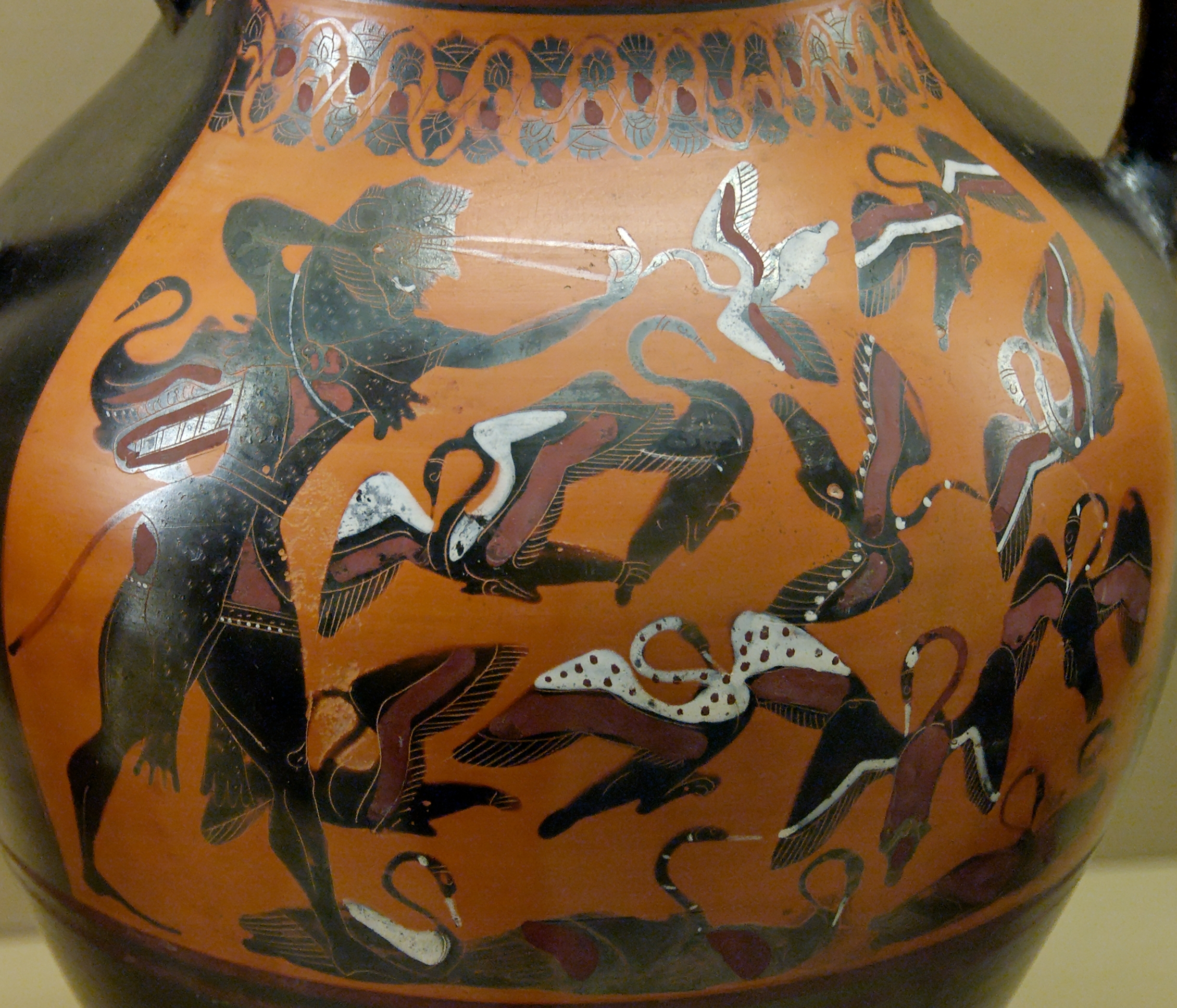
헤라클레스와 스팀팔로스의 새, 대영 박물관

스팀팔로스의 새(그리스어: Στυμφαλίδες όρνιθες)는 그리스 신화에 나오는 상상의 동물이다. 전쟁의 신 아레스에게 바쳐진 이 새들은 청동으로 된 부리와 발톱, 수많은 날개를 가진 식인조이다. 이 새들은 아르카디아 동북쪽의 숲에 둘러싸인 늪에서 살았다. 때때로 큰 무리를 이루어 하늘을 날아 청동 깃털을 떨어뜨려 사람을 죽이거나 독성을 가진 배설물을 떨어뜨려 농사를 망치게 하였다.

## 헤라클레스의 12업
헤라클레스는 에우리스테우스가 주는 여섯 번째 노역으로 스팀팔로스의 새들을 몰아내야 했다. 그는 늪을 다니기가 어렵고 화살로 수많은 새떼를 몰아내기 어렵다고 생각하였는데, 이때 여신 아테나가 나타나 그에게 도움이 되고자 청동으로 된 징을 주었다. 헤라클레스가 늪이 잘 보이는 킬레네 산자락에서 징을 울리며 노래를 부르자 새들이 놀라 하늘로 날아올랐다. 헤라클레스는 흑해의 아레스 섬으로 떼 지어 날아가는 새들을 활로 쏘아 많은 새를 죽일 수 있었다.

## 같이 보기
- 비블리오테케
- 로도스의 아폴로니오스
- 가이우스 율리우스 히기누스
- 파우사니아스 (지리학자)
- 코인토스 스미르나이오스
- 스트라본
- 이오안네스 트제트제스